# 阿瓦哈萊斯
阿瓦哈萊斯（西班牙語：Abejales），是委內瑞拉的城鎮，位於該國西南部塔奇拉州，是解放者市的首府，始建於1757年，海拔高度181米，主要經濟活動是畜牧業和奶品業。